# Unbroken (альбом Деми Ловато)
Unbroken (с англ. — «Несломленная») — третий студийный альбом американской певицы и актрисы Деми Ловато, выпущенный 20 сентября 2011 года на лейбле Hollywood Records. В этом альбоме демонстрируется отход Ловато к музыке R&B и данс-попу, в отличие от её предыдущих работ, записанных преимущественно в жанре поп-рок. Ловато назвала Рианну основным вдохновением при создании альбома. Продюсерами альбома выступили Райан Теддер, Тоби Гад, Тимбалэнд, Rock Mafia и другие. Основные темы альбома — любовь, любовь к себе и веселье.
Запись альбома началась в 2010 году, когда Деми выступала в туре с группой Jonas Brothers. Работа над альбомом сопровождалась проблемами в личной жизни певицы — алкогольная зависимость, нервные срывы, переутомление и последующая отмена тура и пребывание в реабилитационном центре. Сразу после выхода из рехаба, певица вернулась к записи альбома, при этом отказавшись продолжать съёмки в проектах телеканала Disney, сосредоточившись на музыкальной карьере. Сама певица сравнила запись альбома с терапией.
После выхода, альбом дебютировал на четвёртой строчке американского чарта Billboard 200 с продажами в 97.000 копий за неделю. Альбом был прохладно встречен музыкальными критиками, которые хвалили вокал певицы в альбоме, однако критиковали альбом за его «попсовость» и незрелость. Лид-сингл альбома, «Skyscraper», вошёл в топ-10 хит-парада США, став одним из самых успешных синглов в карьере певицы и её «визитной карточкой». Второй сингл, «Give Your Heart a Break», также снискал успех, войдя в топ-20 того же чарта. В поддержку альбома Деми отправилась в тур A Special Night with Demi Lovato, а также был выпущен документальный фильм «Деми Ловато: Оставайся сильной».

## Предпосылки
После релиза второго альбома Here We Go Again в 2009 году, Ловато долгое время занималась актёрской карьерой, снималась в таких фильмах и сериалах телеканала Disney, как «Дайте Санни Шанс» и «Camp Rock 2: Отчётный концерт». В июле 2010 года стало известно, что Ловато работает над новым альбомом с продюсером Dapo Torimiro. Вскоре Ловато дала интервью MTV, где рассказала о новом альбоме: она сказала, что в новом альбоме будет «совершенно новый звук», «больше забавы, и будет гораздо больше музыки R&B- и поп-музыки, чем в двух предыдущих альбомах».  В интервью All Headline News она назвала Рианну и Кэри Хилсон основными вдохновителями альбома. Она добавила: «[при создании каждого альбома] у меня не хватало времени, чтобы распорядиться им так, как я бы действительно хотела, потому что я искала свободное время между телевизионными шоу, съ`мками и гастролями, и всё это повторялось снова и снова, Я работала [над альбомом] в прошлом году и по-настоящему напрягалась за прошедшие несколько месяцев, но вы точно поймёте, что я потратила много времени на эту запись».
В августе 2010 года Деми Ловато отправилась в концертный тур с группой Jonas Brothers, в рамках промо кампании фильма «Camp Rock 2: Отчётный концерт», но в ноябре того же года она отменила своё участие в турне в связи личными проблемами, и позже легла в центр психологической помощи. Спустя три месяца девушка вышла из клиники. Через некоторое время певица вернулась к работе над альбомом. В апреле 2011 года, было сообщено, что она работает с продюсерами и авторами песен Sandy Vee и August Rigo. Позже было официально объявлено об уходе Ловато из сериала «Дайте Санни Шанс», где Ловато играет Санни Монро, главного персонажа сериала. Она объяснила своё решение тем, что хочет сосредоточиться на музыкальной карьере и записать свой новый альбом.
В июле 2011 года Ловато описала альбом как «более зрелый». По её словам, песни в альбоме более позитивные, чем лид-сингл «Skyscraper», в то время, как другие треки более напряжённые. 11 августа 2011 года Деми раскрыла в своём аккаунте в Twitter и на Facebook название альбома — Unbroken. Она пояснила выбор названия альбома: «Я подумала, что название соответствует тому, какая я есть сегодня; я несломлена и крепко стою на ногах».

## Запись
«С моим новым альбомом я надеюсь вдохновить всех девушек, которые столкнулись с теми же проблемами, что и я. Я думаю, что эта тема пройдёт почти через весь альбом. Мой первый сингл по-настоящему особенный для меня — он символизирует мой путь от той личности, которой я была, к счастливой здоровой личности, которой я являюсь сегодня, а также то, что люди способны преодолеть всё, несмотря на трудности. Мне так не терпится поделиться всем этим с вами, ребята! Это был невероятный опыт, и я по-настоящему наслаждаюсь всем процессом. Много эмоций вложено в этот альбом. Я чувствую себя счастливой, вдохновленной и нервной в ожидании, но, в основном, я в восторге от будущего и от того, что поделюсь этой новой записью со своими фанатами!».

Около 20 треков были записаны для альбома. Запись альбома включала в себя сотрудничество с такими продюсерами, как Dreamlab, Rock Mafia, Райаном Теддером и Карой Диогуарди. Теддер о работе с Ловато: «Деми удивила меня своим вокалом! Я понятия не имел, насколько хорош её голос. Она одна из лучших певиц с которой я когда-либо работал. Буквально, это хорошо … Я хочу сказать, что Келли Кларксон — её уровень вокалиста, а Келли не простая птица». Он также пояснил, что песня, которую они совместно написали вместе, гораздо более оптимистична, чем «Skyscraper»:«Я думаю, все хотели услышать её разговор об этом, и это кардинальный разворот на 180 градусов, говорить: «О, кстати, я всё ещё молода и хочу весело провести время. Там даже небольшой рэп-куплет есть». Деми и Теддер создали вместе несколько песен, но в альбом попала лишь одна — «Who's That Boy». Ловато описала её как «кокетливая, сексуальная и возбуждающая, и мне это нравится».

Продюсер Тимбалэнд захотел записаться с Ловато после того, как услышал её голос; он был впечатлен и заинтересовался работой с певицей и начал писать песни на акустической гитаре. Затем Ловато встретилась с Тимбалэндом в его студии, где они обсудили направление альбома. Ловато объяснила, что она хотела создать более «урбанистическое» звучание. Они снова встретились в студии звукозаписи Westlake, где записали несколько песен, в том числе «Lightweight» и «All Night Long». Рэперша Мисси Эллиотт была представлена в продакшене после прослушивания сессий «All Night Long». Эллиотт спросила, может ли она зачитать рэп на этой песне, и Ловато согласилась, сказав: «Конечно, не вопрос». Певца Джейсона Деруло пригласили записать «Together», когда он был в Майами, штат Флорида. В интервью MTV он объяснил, как произошло сотрудничество: «Я очень редко бываю в Майами, и я живу в Майами, но до того, как я был там, я был там примерно за шесть месяцев до этого, а потом я не был там долгое, долгое время. Но я думаю, они знали, что я живу в Майами. Общий друг позвонил мне и сказал: 'Эй, мы в студии, Деми хотела присоединиться к тебе, если ты будешь рядом'». Деруло записал свои куплеты ночью в Hit Factory Criteria.

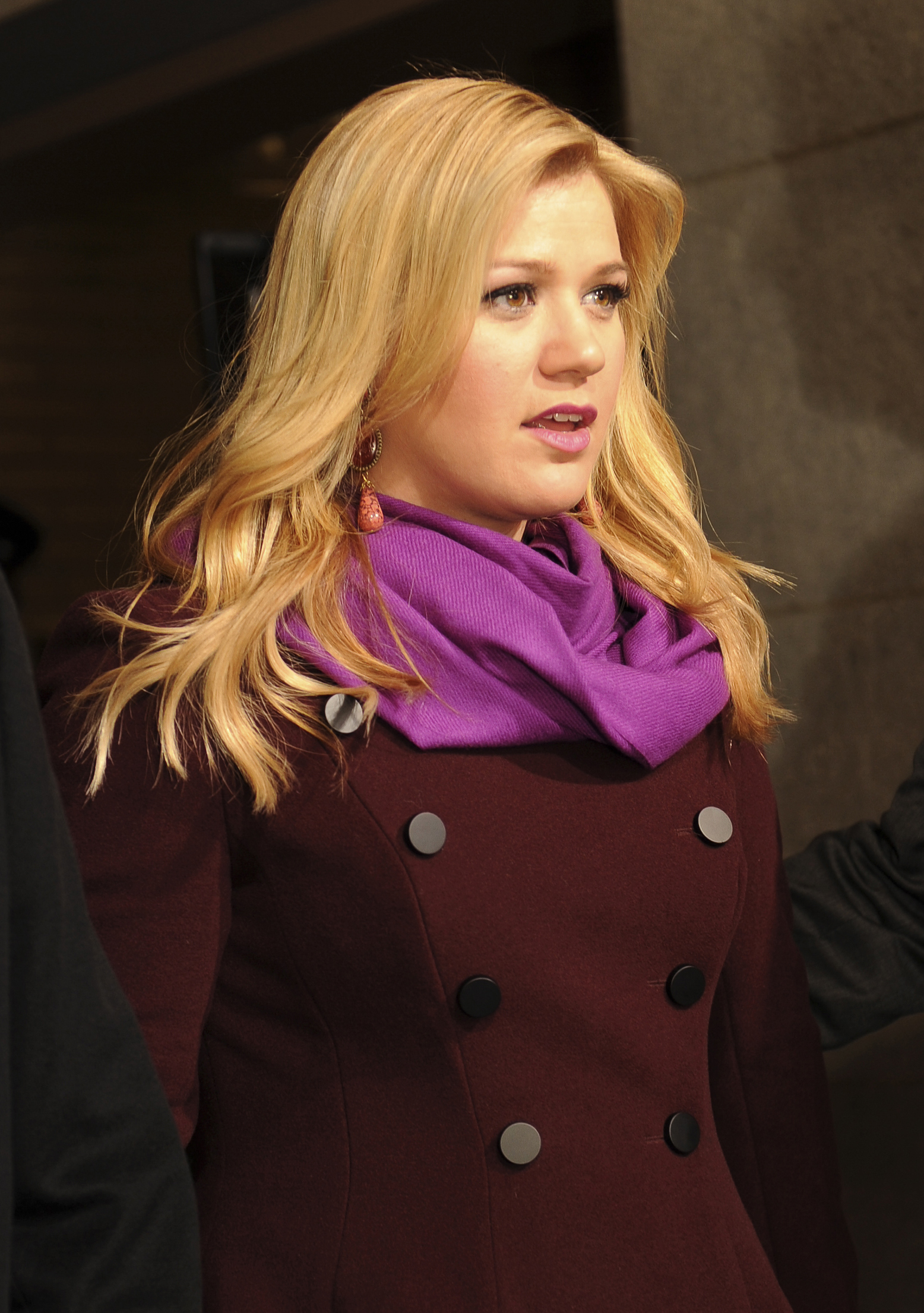
Вокал Ловато в альбоме получил сравнение с вокалом певицы Келли Кларксон (на фото)

Тоби Гад и Линди Роббинс также внесли свой вклад в написание альбома, написав «Skyscraper» в соавторстве с эстонской певицей Керли. Первоначально Ловато записала «Skyscraper» в Studio City, Лос-Анджелес, в 2010 году. Во время сессий записи Ловато была «согнута пополам от боли». После завершения лечения 28 января 2011 года Ловато перезаписала песню, но решила сохранить оригинал записи, потому что чувствовала, что её голос изменился, хотя и отметила, что он был «слабее», когда Ловато первоначально записывалась. Гад также спродюсировал «My Love Is Like a Star» и «For Love of a Daughter». Вторая песня изначально была записана как поп-рок-песня и должна была появиться во втором альбоме Ловато, Here We Go Again, выпущенном в 2009 году. Несмотря на то, что она не планировала писать личную песню, «действительно долгий разговор» с Беккетом привёл к написанию песни. Однако Ловато и её руководство посчитали, что тема песни будет слишком сложной для кё молодой аудитории. После завершения записи альбома Ловато сказала: «Создание альбома было для меня личным путешествием; это было похоже на американские горки, я так много пережила за последний год, но в конце я просто хотела вдохновить людей и просто дать им музыку, чтобы они весело танцевали и слушали, и, надеюсь, я этого добилась».

## Музыка и лирика
Что касается музыки, Unbroken содержит в себе современные R&B песни и электронные жанры вдобавок к эмоциональным и личным балладам. В лирическом плане альбом представляет более «зрелые» темы отношений по сравнению с его предшественниками Don't Forget и Here We Go Again, которые описываются как «эволюция» и следующая глава в карьере Ловато. В интервью Billboard Ловато объяснила разнообразие звуков, присутствующих в его продакшене: «В конечном счёте, это поп, но у меня есть песни, которые действительно похожи на танцевальные, песни, которые больше похожи на R&B, и такие песни, как «Skyscraper», которые на самом деле совсем не R&B. Это просто зависит от песни». Большая часть альбома написана в среднем размере, однако, «Lightweight» и «Fix a Heart» составлены в медленном темпе. Альбом открывается R&B треками, каждая песня имеет приглашённого исполнителя. Вступительный трек «All Night Long» содержит рэп-куплет Мисси Эллиот. Песня включает в себя характерные биты Тимбалэнда, Ловато поёт поверх накачивающего ритма, битбокса и гитарного риффа. Описывая песню, Ловато заявила: «Она о том, как бодрствуешь всю ночь напролёт и поёшь парню, который тебе нравится, и это кокетливо и весело, и это ещё не слишком зрело, но уже достаточно взросло». В песне «Who's That Boy» есть синкопированный грув и синтезаторы, в песне присутствует гостевое выступление Дев. «You're My Only Shorty» содержит повторяющийся припев в исполнении Iyaz и поддерживается синтезаторами. Песня была написана для дебютного альбома Арианы Гранде, но она отказалась от неё. Четвёртый трек «Together» — дуэт с певцом Джейсоном Деруло, песня в стиле R&B в среднем темпе, подкрёпленная гитарными аккордами. В лирическом плане песня несёт вдохновляющее послание о том, как мы можем изменить мир, если соберемся «вместе».

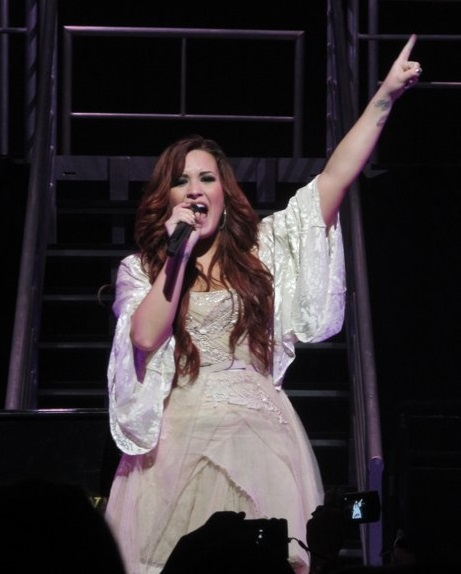
Ловато «Together» в рамках концертного тура A Special Night with Demi Lovato

Пятый трек «Lightweight» представляет собой балладу в стиле ду-воп с минимальной оркестровой аранжировкой. В лирическом плане это первый трек, выражающий хрупкость и чувствительность Ловато, это можно заметить во время припева, где Ловато поёт: «Я легкая, легко падаю, легко ломаюсь, с каждым движением мой мир сотрясается». «Lightweight» имеет темп 64 удара в минуту в сложном четверном (128) сложении. Заглавный трек «Unbroken» представляет собой танцевальную песню в быстром темпе, которая проходит через «хрупкий» ритм под влиянием электро-индустриальной музыки. Композиция песни включает в себя влияние диско-музыки 1980-х годов. Вокал Ловато сопровождается синтезированным эхом на заднем плане песни. После второго припева в песне появляется брейкдаун под влиянием дабстепа. Структуру ритма сравнивали с синглом Бритни Спирс «Hold It Against Me». Он сочетает в себе тяжёлые электронные ритмы с многочисленными клавишными эффектами синтезатора. В лирическом плане «Unbroken» о том, чтобы отпустить и ничего не сдерживать, когда дело доходит до любви. Джоселин Вена из MTV интерпретировала это так, что текст песни был написан о «спасении любовью». «Fix a Heart» — фортепианная баллада, которая также выражает эмоциональную сторону певицы. «Hold Up» имеет танцевальный ритм в быстром темпе и синтезаторные эффекты в своём продакшене. Песня имеет схожий продакшн с заглавным треком, как отметил редактор Sputnikmusic, который описал обе песни как «весёлые» и написал, что они «придают новый поворот в её фирменные поп-корни немного острее». «Mistake» — третья баллада альбома. Песня подкрепляется электрогитарой во время припева и особенно в бридже. Ловато считала, что эта песня была «другим взглядом на расставание», и сказала, что она была «действительно заинтригована тем фактом, что с девушкой только что расстались, и это была вина другого человека, и это была самая большая ошибка другого человека».
Десятый трек «Give Your Heart a Break» включает струнные, скрипки и фортепиано в сопровождении танцевального ритма. Описывая песню, Ловато сказала: «Это песня о том, чтобы показать кому-то, кого ты любишь, что ты прямо перед ними. Это песня о вере». Джо ДеАндреа из AbsolutePunk похвалил «Mistake» и «Give Your Heart a Break» как баллады, выходящие «далеко за рамки всего, что было в прежнем арсенале Ловато. Это указывает на то, чего следует ожидать от подобных артистов, таких как [она], но в процессе дистанцирования [себя] от объединения с ними, становясь сольной единицей». «Skyscraper» была названа самой эмоциональной песней в альбоме. По словам Ловато, текст песни символизирует её личное путешествие от того места, где она была раньше, к «счастливому здоровому человеку [которым она является] сегодня». В песне рассказывается о трудностях, через которые прошла Ловато в прошлом году, и преодолении препятствий, с которыми она столкнулась. С помощью этой песни Ловато надеется, что «люди смогут понять это и понять, что они способны подняться выше и преодолеть любые препятствия, независимо от обстоятельств, и возвышаться, как небоскрёб». «In Real Life» использует клавишные эффекты и гитару во время припева. «My Love Is Like a Star» — баллада в медленном темпе. Джон Камараника из New York Times написал, что в песне «Ловато, казалось, передавала душевные раскопки Мэри Джей Блайдж». Альбом завершается песней «For the Love of a Daughter», в которой она умоляет своего отца «опустить бутылку» и задаёт ему вопрос: «Как ты мог вытолкнуть меня из своего мира, солгать своей плоти и крови, поднять руки на тех, кого ты клялся любить?». Показательный текст песни: «Прошло пять лет с тех пор, как мы разговаривали в последний раз / И ты не можешь вернуть то, чего у нас никогда не было». Песня получила бурное признание музыкальных критиков, высоко оценивших её лирическое содержание, искренность и уязвимость Ловато в её вокале.

## Критический приём
| Совокупная оценка    | Совокупная оценка |
| Источник             | Оценка            |
| -------------------- | ----------------- |
| Metacritic           | 59/100            |
| Оценки критиков      |                   |
| Источник             | Оценка            |
| Absolute Punk        | (8.1/10)          |
| AllMusic             | [ 51 ]            |
| Artistdirect         | [ 52 ]            |
| Entertainment Weekly | (B+)              |
| MusicOMH             | [ 54 ]            |
| The New York Times   | (favorable)       |
| PopMatters           | (5/10)            |
| Rolling Stone        | [ 57 ]            |
| Sputnikmusic         | [ 58 ]            |
| USA Today            | [ 59 ]            |

Альбом получил смешанные отзывы от музыкальных критиков. На агрегаторе Metacritic альбом получил 59 баллов из 100, что означает «смешанные или средние отзывы». В то время как некоторые музыкальные критики хвалили вокал Ловато и творческий рост по сравнению с её предыдущими двумя альбомами, а также некоторые балладные треки альбома, другие отвергли его как «незрелый» и «запутанный», ссылаясь на количество «песен для вечеринок» в альбоме. Стивен Томас Эрлевайн из AllMusic поставил альбому две с половиной звезды из пяти, назвав его набором песен для вечеринок, который «ведёт себя так, как будто в [её] мире вообще нет ничего плохого», написав: «Трудно веселиться, зная, что Ловато не справляется с клубами, в то же время нелегко доверять меланхолии, пронизывающей баллады, зная, что она готова сорваться». Эрлевайн указал «All Night Long», «Who's That Boy», «Fix a Heart» и «Skyscraper» в качестве избранных треков. Моника Эррера из Rolling Stone также дала альбому неоднозначную оценку, поставив ему 2 звезды из 5, сказав: «Она выросла в своём голосе. Вот бы её музыка тоже выросла». Майк Шиллер, автор PopMatters, дал альбому 5 баллов из 10 возможных, написав: «Unbroken — странный зверь, какое-то чудовище, полностью реализованный альбом с дополнительной головой и плечами, торчащими из в средней части». Он также раскритиковал первые четыре песни, написав, что это «был бы намного лучший альбом без них, но нравится вам это или нет, они здесь, находятся прямо вначале. Это казалось бы трагичным, если бы альбом не был описан настолько пронизанным настоящей, неподдельной трагедией».
Джон Караманика из New York Times дал альбому положительный отзыв, заявив, что он «представляет собой возможность для Деми Ловато стереть несколько ошибок, для чего он хорошо подходит». Мелисса Маерц из Entertainment Weekly также дала положительный отзыв, оценив альбом на B+ и добавила: «Очевидно, что это был тяжелый год для Ловато. Но, как могла бы сказать [ей] Рианна, иногда из плохих лет получаются отличные песни». Бекки Брейн из Idolator написала, что у Ловато «убийственный голос и материал из списка лучших, чтобы использовать его с пользой», добавив: «Многим молодым поп-звёздам трудно успешно перейти от безупречно чистоплотного диснеевского ребёнка до уважаемого взрослого звукозаписывающего исполнителя. Но пока что Деми делает впечатляющую работу, и она делает это без необходимости [оголяться] или петь о том, как она [занимается сексом] в клубе». Absolute Punk оценил альбом в 81 балл из 100, подытожив рецензию словами: «Ничто и никто не ломается навсегда, и Unbroken прекрасно демонстрирует это». Entertainment Weekly назвал Unbroken седьмым лучшим альбомом 2011 года.

### Ретроспективная реакция
В интервью Billboard в мае 2013 года, посвящённому продвижению её следующего альбома Demi, сама Ловато выразила смешанные чувства по поводу альбома, заявив: «Я не знаю! Меня тошнило от этих песен. Когда я пела их на сцене, я просто думала: 'О боже, я больше не могу их петь' и я должна задаться вопросом, был ли этот альбом действительно тем, кем я была? Я просто экспериментировала со звуками? Я думаю, что хотела попробовать что-то более [в стиле] R&B, но когда я попробовала это, это была не совсем я. И поэтому с этим альбомом [Demi] я так рада играть новую музыку, а не уставать от песен».

## Коммерческий приём

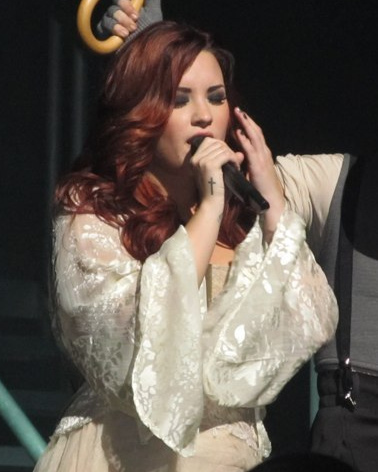
Ловато выступает в рамках концертного тура A Special Night with Demi Lovato

Unbroken дебютировал на четвёртой строчке чарта Billboard 200 в Соединённых Штатах с продажами, превысившими 97.000 копий, став её третьим альбомом подряд, попавшим в топ-5 данного чарта. Он также достиг первого места в чарте цифровых альбомов страны. В других странах альбом дебютировал на 90-й строчке мексиканского чарта, а на второй неделе поднялся до 9-й строчки и провел в чарте в общей сложности 8 недель. В австралийском чарте он дебютировал на 20-й строчке, став её самым высоким дебютным и пиковым для альбома. Его наивысшая позиция заняла 3-е место в чарте Новой Зеландии, что сделало его первым альбомом Деми, который вошёл в топ-3 данного чарта.. Он провел в чарте в общей сложности пять недель, все в топ-40.
Альбом также стал первым для Ловато, попавшим в чарт бельгийский чарт (Фландрия), дебютировав на 59-й строчке, а на следующей неделе поднявшись на 25-ю строчку. Unbroken не добился большого успеха в Валлонии, достигнув 99-го места. В швейцарском чарте он дебютировал на 29-м месте, что является ростом по сравнению с её последним альбомом, однако ему удалось попасть в топ-50 австрийского чарта, дебютировав и достигнув пика на 50-м месте. В испанском чарте альбом дебютировал на 24-й строчке, что стало их вторым по величине пиком, и на второй неделе опустился до 42-й строчки, в то время как в аргентинском чарте Ловато повторно дебютировала в топ-10, заняв 8-ю строчку. Unbroken дебютировал на 271-м месте в японском чарте альбомов с продажами 444 единиц за первую неделю, что также стало их самым низким дебютом и самым высоким в данном чарте на той неделе. По состоянию на 2017 год, альбом был продан тиражом 527 000 копий в Соединённых Штатах.

## Промокампания

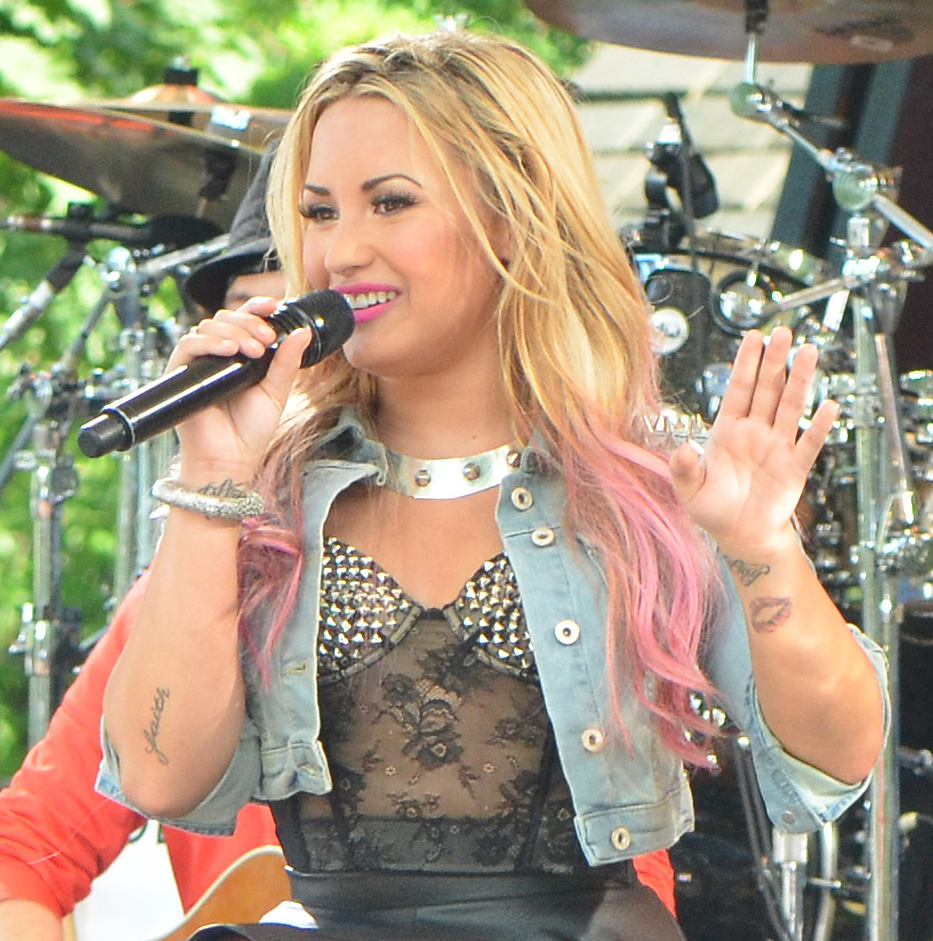
Деми Ловато выступает в рамках концертного тура A Special Night with Demi Lovato

Трек «All Night Long» был выпущен 14 сентября 2011 года, а «Who's That Boy» был выпущен через месяц после выхода альбома. В августе 2011 года Ловато объявила о трёх концертах в поддержку альбома, что ознаменовало её возвращение на концертную сцену с момента поступления на лечение в прошлом году. Она дала пару концертов в манхэттенском центре Hammerstein Ballroom 17 и 18 сентября, а 23 сентября — в клубе Nokia в Лос-Анджелесе. После концертов и выхода альбома Ловато поделилась планами о туре, прежде чем официально объявить о её втором концертном туре — A Special Night with Demi Lovato. Первый североамериканский этап тура начался 16 ноября в Детройте и завершился в декабре в Тампе, штат Флорида, 11 декабря того же года.
Латиноамериканский этап начался в Сан-Хуане, Пуэрто-Рико, 16 декабря 2011 года и завершился в Монтеррее, Мексика, 3 мая, 2012 года. Она дала три концерта во Флориде и Техасе в марте 2012 года, прежде чем начать второй североамериканский этап тура в июне, в Дель-Маре, штат Калифорния, 12 июня, который завершился в Салеме, штат Орегон, в 1 сентября, 2012 года. Ловато вернулась в Латинскую Америку для двух концертов в Бразилии 29 и 30 сентября 2012 года, прежде чем начать недолгую азиатскую и европейскую части тура в марте 2013 года, выступив с пятью концертами в этом месяце на разных континентах. Её первое турне, после остановки предыдущего тура из-за посещения реабилитационного центра, было освещено в специальном документальном фильме MTV «Деми Ловато: Оставайся сильной», который вышел в эфир в марте 2012 года и показал эксклюзивные закулисные кадры из тура и касался лечения и выздоровления Ловато. Годы спустя она призналась, что была нечестна в отношении своего выздоровления в фильме, заявив, что на самом деле находилась под воздействием кокаина во время интервью о её трезвости.
Объявив о туре, Ловато выразила волнение по поводу его старта и прокомментировала разницу между туром и их промо-шоу: «Мы собираемся сделать то же самое шоу, но немного другое ... лучше и масштабнее, и мои фанаты просто должны прийти и посмотреть на это». В интервью с MTV News она сказала: «Мы просто экспериментировали с шоу и пытались увидеть, как всё это разыграется, и дать моим фанатам что-то, что заманит их в тур». Ловато также появилась на ежегодном Jingle Ball Z100 с различными артистами.

## Синглы
«Skyscraper» был выпущен в качестве лид-сингла альбома 12 июля 2011 года. Песня была написана Тоби Гадом, Линди Роббинс и эстонской певицей Керли Кыйв и спродюсирована Гадом. Песня достигла десятого места в чарте Billboard Hot 100 в Соединённых Штатах. Песня также достигла 18-го места в Канаде, 9-го места в Новой Зеландии, 45-го места в Австралии и 7-го места в Соединённом Королевстве. Песня была высоко оценена музыкальными критиками, некоторые из них похвалили вокал Ловато и вдохновляющую лирику. Ловато исполняла эту песню несколько раз, в том числе в телесериалах «В Америке есть таланты», «Шоу Эллен ДеДженерес» и «Танцы со звёздами». Песня была официально сертифицирована как платиновая в Соединённых Штатах в апреле 2012 года.
«Give Your Heart a Break» был выпущен в качестве второго и последнего сингла альбома 23 января 2012 года. Первоначально было объявлено, что вторым синглом альбома будет песня «Who's That Boy» с участием Дев, но позже релиз был отменён из-за беременности Дев. «Give Your Heart a Break» была написана и спродюсирована Джошем Александером и Билли Стейнбергом. Ловато исполнила эту песню в канун Нового года на MTV 31 декабря 2011 года и на церемонии вручения премии People's Choice Awards 12 января 2012 года. Песня получила признание музыкальных критиков, высоко оценивших продакшн песни, а также вокал Ловато. Ловато также исполнила сингл на American Idol 15 марта 2012 года. Песня достигла 16-го места в Billboard Hot 100 и заняла первое место в поп-чарте Billboard в сентябре 2012 года. Сингл был сертифицирован как трижды платиновый в Соединённых Штатах.

## Список композиций
| №   | Название                                                  | Автор(ы) | Продюсер(ы)                                              | Длительность |
| --- | --------------------------------------------------------- | --- | -------------------------------------------------------- | ------------ |
| 1.  | «Skyscraper» (Music video)                                | Demi Lovato Timothy Mosley Jim Beanz Jerome "Jroc" Harmon Melissa Elliott Lyrica Anderson Nire Garland Mosley J. Angel | Timbaland Harmon [a] Beanz [c]                           |              |
| 2.  | «Skyscraper» (Music video – behind the scenes)            | Ryan Tedder Noel Zancanella Devin Tailes                                                                               | Tedder Zancanella                                        |              |
| 3.  | «Track by Track interview by Demi Lovato» (Special video) | Antonina Armato Tim James                                                                                              | Rock Mafia Devrim Karaoglu [b] Thomas Armato Sturges [b] | 9:21         |
| 4.  | «Together» (при участии Джейсона Деруло)                  | Lovato T. Mosley Beanz Anderson Tiyon Mack G. Mosley                                                                   | Beanz Timbaland                                          | 4:33         |
| 5.  | «Lightweight»                                             | T. Mosley Beanz G. Mosley Shanna Crooks Frankie Storm                                                                  | Beanz Timbaland                                          | 4:01         |
| 6.  | «Unbroken»                                                | Lovato Daniel James Leah Haywood                                                                                       | Dreamlab                                                 | 3:18         |
| 7.  | «Fix a Heart»                                             | Emanuel Kiriakou Priscilla Renea                                                                                       | Kiriakou                                                 | 3:13         |
| 8.  | «Hold Up»                                                 | James Haywood Lovato Ross Golan                                                                                        | Dreamlab                                                 | 2:50         |
| 9.  | «Mistake»                                                 | James Haywood Shelly Peiken                                                                                            | Dreamlab                                                 | 3:33         |
| 10. | «Give Your Heart a Break»                                 | Josh Alexander Billy Steinberg                                                                                         | Alexander Steinberg                                      | 3:25         |
| 11. | «Skyscraper»                                              | Toby Gad Lindy Robbins Kerli Koiv                                                                                      | Gad                                                      | 3:42         |
| 12. | «In Real Life»                                            | William McAuley III Lindsey Ray                                                                                        | Bleu                                                     | 2:57         |
| 13. | «My Love Is Like a Star»                                  | Gad James Morrison | Gad                                                      | 3:50         |
| 14. | «For the Love of a Daughter»                              | William Beckett Lovato                                                                                                 | Gad                                                      | 4:00         |
| 15. | «Skyscraper» (Wizz Dumb Remix)                            | Gad Robbins Koiv | Gad                                                      | 3:42         |
| 16. | «Rascacielo» (Испаноязычная версия «Skyscraper»)          | Gad Robbins Koiv | Edgar Cortázar                                           | 3:43         |
| 17. | «Aftershock»                                              | Amy Pearson Haywood James                                                                                              | Dreamlab                                                 | 3:11         |
| 18. | «Yes I Am»                                                | Dapo Torimiro Renea | Dapo                                                     | 3:01         |

| №   | Название                                                  | Длительность |
| --- | --------------------------------------------------------- | ------------ |
| 16. | «Unbroken» (Live from Hershey Concert)                    | 5:37         |
| 17. | «Fix a Heart» (Live from Hershey Concert)                 | 3:29         |
| 18. | «Track by Track interview by Demi Lovato» (special video) | 9:21         |

Примечания
- ↑  сопродюсер
- ↑  дополнительный продюсер
- ↑  продюсер вокала

## Чарты и сертификации
| Чарт (2011–2012)                | Высшая позиция |
| ------------------------------- | -------------- |
| Australian Albums Chart         | 20             |
| Argentinian Albums Chart        | 8              |
| Austrian Albums Chart           | 50             |
| Belgian Albums Chart (Flanders) | 25             |
| Belgian Albums Chart (Wallonia) | 99             |
| Canadian Albums Chart           | 4              |
| Dutch Albums Chart              | 63             |
| German Albums Chart             | 61             |
| Irish Albums Chart              | 44             |
| Italian Albums Chart            | 22             |
| Japanese Albums Chart           | 271            |
| Mexican Albums Chart            | 9              |
| New Zealand Albums Chart        | 3              |
| Polish Albums Chart             | 68             |
| Scottish Albums Chart           | 46             |
| Spanish Albums Chart            | 24             |
| Swiss Albums Chart              | 29             |
| UK Albums Chart                 | 45             |
| US Billboard 200                | 4              |

| Чарт (2011)            | Позиция |
| ---------------------- | ------- |
| US Billboard 200       | 187     |
| Чарт (2012)            | Позиция |
| Brazilian Albums Chart | 71      |
| US Billboard 200       | 149     |
| Чарт (2013)            | Позиция |
| Brazilian Albums Chart | 82      |

| Регион                                                       | Сертификация | Продажи |
| ------------------------------------------------------------ | ------------ | ------- |
| Бразилия (ABPD)                                              | Золотой      | 20 000* |
| Филиппины (PARI)                                             | Золотой      | 7500*   |
| США (RIAA)                                                   | Золотой      | 527,000 |
| * Данные о продажах приведены только на основе сертификации. |              |         |

## История релиза
| Регион         | Дата             | Формат(ы)               | Лейбл     | Издание     | Ист.    |
| -------------- | ---------------- | ----------------------- | --------- | ----------- | ------- |
| США            | 20 сентября 2011 | CD Цифровая дистрибуция | Hollywood | Стандартное | [ 111 ] |
| Великобритания | 1 января 2012    | CD Цифровая дистрибуция | Hollywood | Делюкс      | [ 112 ] |
| Япония         | 21 марта 2012    | CD Цифровая дистрибуция | Hollywood | Делюкс      | [ 113 ] |
| Мир            | 24 февраля 2021  | Винил                   | Hollywood | Стандартное | [ 114 ] |